# Turwo
Turwo är ett distrikt i Afghanistan. Det ligger i provinsen Paktika, i den centrala delen av landet, 300 kilometer söder om huvudstaden Kabul.
Distriktet beräknades år 2022 ha cirka 12 000 invånare.